# یابلانیتسا (بویواتس)
یابلانیتسا (به صربی: Jablanica) یک منطقهٔ مسکونی در صربستان است که در Boljevac واقع شده‌است. یابلانیتسا ۴۳۵ نفر جمعیت دارد.